# Francisco Hidalgo (historietista)
Francisco Hidalgo Bartau (Cabra del Santo Cristo, Jaén, 17 de mayo de 1929 - París, 25 de julio de 2009) fue un historietista y fotógrafo español, luego radicado en Francia.

## Biografía
Su familia se trasladó a San Sebastián, donde conoció el trabajo de los dibujantes Jesús Blasco y Emilio Freixas a través de la revista Chicos y en 1941 a Barcelona, donde se crio. Tras estudiar Bellas Artes, participó como dibujante en la película de dibujos animados Garbancito de La Mancha (1945) para emplearse enseguida en varias revistas de historietas, como "Gran Chicos" y sobre todo El Campeón de Bruguera, donde iniciaría en 1948 la célebre serie policíaca Doctor Niebla, la cual llegaría a ser "una obra totémica para casi todos los teóricos". Con uno de los guionistas de esta serie, Víctor Mora, crearía en 1953 "Ángel Audaz, detective privado" para la revista "El Coyote" y Al Dany, basada en la serie homónima del italiano Enrico Bagnoli.
En 1954 emigró a Francia, donde trabajó para revistas como Le Journal de Spirou, Pierrot o Pilote con el seudónimo de Yves Roy.
Desde finales de los 60, se dedicó a la fotografía, recibiendo premios como el Obelisco de Oro del Salón Mundial Photokina de Colonia en 1974 o el del mejor Libro de Fotos del Festival de Arlés en 1976.